# Константин Штаркелов
Константин Штаркелов (болг. Константин Щъркелов; 25 березня 1889, Софія — 29 квітня 1961, Софія) — болгарський художник-пейзажист.
Жертва російського окупаційного терору.

## Біографія
Народився в Софії в 25 березня 1889 року, навчався в рідному місті. У 18 років здійснює подорож до України, живе в Одесі. Після повернення мобілізований до армії, учасник Першої Балканської війни.
Майстер акварелі. Ідеальний технік, працює в стилі рафінованого реалізму. Створив школу акварельного живопису, має послідовників. Його картини і на сьогодні є дуже популярні.
1915 року закінчив Державне художньо-промислове училище в Софії під керівництвом Івана Мрквички. Писав пейзажі та натюрморти переважно аквареллю, створив свою техніку у цьому стилі. Серед його кращих творів — пейзажі з Софії та Тирново.
Після перевороту 9 вересня 1944 року Щаркелов виселений зі свого будинку, майно — конфісковане. Сам він провів 5 місячці у Центральній тюрмі Софії як політзек, а комуністи оголосили його «царським пестунчиком».
Помер 29 квітня 1961 року в Софії.
Твори Штаркелова залишаються одними з найдорожчим на ринку живопису Болгарії. У Варні його іменем названа вулиця.

## Джерела

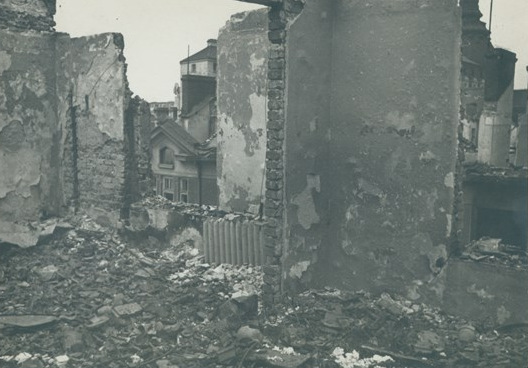
Фото згорілого будинку Константина Штаркелова після бомбардування Софії під час Другої світової війни